# This Happy Breed
This Happy Breed (br.: Este povo alegre / pt.: Essa nobre raça) é um filme britânico de 1944 do gênero drama histórico, dirigido por David Lean. O roteiro do diretor, Anthony Havelock-Allan e Ronald Neame é baseado na peça teatral homônima de 1939 de Noël Coward e conta a saga de uma família de classe média britânica no período entre 1919 e 1939. O título, uma referência ao povo inglês, é uma frase do monólogo de João de Gante, duque de Lancaster, da peça Ricardo II de William Shakespeare.

## Elenco
- Robert Newton...Frank Gibbons
- Celia Johnson...Ethel Gibbons
- Alison Leggatt...Tia Sylvia
- Stanley Holloway...Bob Mitchell
- John Mills...Billy Mitchell
- Kay Walsh...Queenie Gibbons
- Amy Veness...Madame Flint
- Eileen Erskine...Vi Gibbons
- John Blythe...Reg Gibbons
- Guy Verney...Sam Leadbitter
- Betty Fleetwood...Phyllis Blake
- Merle Tottenham...Edie, criada dos Gibbons

## Sinopse
Encerrada a Primeira Guerra Mundial em 1919, o ex-sargento Frank Gibbons retorna para sua família em Londres, que está de mudança para o bairro Clapham. Na casa nova, além dele, vivem a esposa Ethel, os três filhos adolescentes – Reg, Vi e Queenie – a irmã viúva Sylvia e a mãe de Ethel. Vizinho dele mora o ex-amigo do exercito Bob Mitchell.
Durante os vinte anos seguintes, os filhos crescem e se casam, e alguns membros da família falecem, enquanto eventos históricos se sucedem como a Exposição Imperial Britânica de 1924 em Wembley, a Greve Geral de 1926, a mania do Charleston durante a Era do Jazz, a ascensão de Adolf Hitler na Alemanha que influencia a Campanha Fascista Britânica e o antissemitismo no país, a nomeação de Stanley Baldwin como Primeiro-Ministro e a morte do Rei George V, e a política de Neville Chamberlain e as reações a promessa de "paz para nosso tempo". A história termina já com os primeiros prenúncios da Segunda Guerra Mundial.

## Produção
Em 1942, David Lean e Noël Coward tinham co-dirigido In Which We Serve. This Happy Breed é a estreia como diretor solo de Lean. Ele e Coward mais tarde voltaram a colaborar em Brief Encounter e Blithe Spirit.
Coward tinha interpretado Frank Gibbons no palco, e ele queria reprisar o papel para o cinema. Lean sentiu que a persona pública sofisticada do dramaturgo estava longe das origens da classe média e por isso o público não o aceitaria como Gibbons. O diretor então ofereceu o papel a Robert Donat  mas o ator recusou por discordar do discurso final de seu personagem na versão teatral. Ele explicou numa carta a Coward (em tradução livre, como as demais): "Certo ou errado, eu apenas acredito que essa política muito irresponsável é que nos levou a outra guerra". O papel foi dado a Robert Newton, cuja reputação de alcoolismo levou a que os produtores pedissem ao ator que assinasse  um contrato autorizando o desconto de 500 libras do salário total de 9.000 libras, a cada vez que uma bebedeira dele provocasse atraso na produção. De acordo com o cameraman Ronald Neame, ao final das filmagens, Newton ficaria sem salário, mas os produtores resolveram esquecer e pagaram o total que seria devido.
Lean insistiu em filmar This Happy Breed com três camadas Technicolor, mesmo com o filme sendo difícil de adquirir no Reino Unido durante a Guerra. Na época, um consultor do processo estava no set para garantir que tudo parecesse correto no filme. Lean estava obrigado por contrato a seguir estritamente todas as diretrizes propostas pelo consultor, a quem ele criticou e lhe provocou desconcentração. O filme final não ficou parecido com o padrão Technicolor, que era a intensão de Lean. Foi o filme britânico mais bem recebido em 1944 e o primeiro dos vários do diretor a serem aclamados pela crítica.
Entre março de 2006 e janeiro de 2008, houve a restauração de This Happy Breed, combinando técnicas digitais e fotoquímicas, financiada pelo Centro de Conservação do Arquivo Nacional do Instituto Britânico de Cinema em Berkhamsted e pela Cineric, uma empresa novaiorquina de pós-produção que combina impressão ótica e restauração foto-química com inovações de técnicas digitais. O projeto incluiu correções de cores e restauração digital completa do filme e da trilha sonora. A maior parte do processo foi gasto com a remoção de chiados do som. A restauração foi parte da retrospectiva de David Lean do BFI Southbank em meados de 2008.
A primeira trilha sonora, que inclui a canção London Pride, foi interpretada pela Orquestra Sinfônica Londrina, conduzida por Muir Mathieson.

## Recepção
De acordo com os registros comerciais, o filme foi um dos 12 mais populares do ano de 1944 no Reino Unido.
TV Guide deu ao filme quatro estrelas e o chamou de "um filme altamente encantador, com muitas lágrimas e momentos de calor humano".
Time Out London disse: "Apesar de Lean e Coward serem menos felizes aqui do que com a atmosfera refinada de Brief Encounter, a excursão aventureira deles no subúrbio de Clapham permanece infinitamente fascinante"
Channel 4 deu 3½ de um total de quatro estrelas e acrescentou: "Uma propaganda da saudável classe média britânica, é claro. Mas uma vez considerados os tons patrícios peculiares e a estrutura infantil, há muito para se elogiar – não somente as mudanças de vestidos, penteados e papeis de parede".
Radio Times deu as cinco estrelas possíveis e disse: "Essa segunda de quatro colaborações de David Lean com Noël Coward fornece um quadro fascinante do jeito que nós éramos. ... Tal é o fluxo e refluxo de eventos (domésticos e históricos) que duas horas para cobrir 20 anos de período entre-guerras parecem voar. Celia Johnson é soberba ....as melhores cenas são as dos vizinhos Robert Newton e Stanley Holloway".

## Indicação a prêmio
O National Board of Review nomeou Celia Johnson como Melhor Atriz pelo papel de Ethel Gibbons.